# Xavier (lutador)
John Jirus, mais conhecido pelo nome no ringue Xavier, é um lutador de wrestling profissional dos Estados Unidos, mais conhecido por suas participações na Ring of Honor entre 2002 e 2004, onde ficou conhecido por ser campeão da ROH por uma oportunidade.
Xavier se tornou ROH Champion em 21 de setembro de 2002, após derrotar o então campeão Low Ki após interferência de Christopher Daniels, tendo vindo a perder o cinturão em 22 de março de 2003 no evento Night of Champions para Samoa Joe.
Xavier também lutou pela WWE, tendo realizado sua primeira participação em 18 de janeiro de 2003, derrotado por Chuck Palumbo em uma edição do WWE Velocity. Naquele ano, ainda participou de lutas contra Bill DeMott, Spanky e Paul Burchill. Xavier realizou uma tryout match pela Total Nonstop Action Wrestling, perdendo para Douglas Williams.
Desde 2009, ele compete nas artes marciais misturadas, sob o nome John Xavier.

## No wrestling
- Finishers
  - 450 Degrees of Fear[5] (450° splash)[6]
  - Kiss Your X Goodbye[5] (Pumphandle sitout facebuster)[6]
  - X Breaker[5] (Straight jacket hangman's neckbreaker)[6]
- Movimentos secundários
  - Cobra clutch,[6] transiciando em um Suplex[6]
  - High knee[7]
  - Sitout suplex slam[6]
  - Springboard moonsault em um oponente fora do ringue[6]
  - Superkick[6]
  - X Slam[5] (Backbreaker rack em um Inverted Samoan Drop)[6]
- Managers
  - Simply Luscious
  - Allison Danger
  - Lollipop
  - Prince Nana

## Títulos e prêmios
- Defiant Championship Wrestling
  - DCW Heavyweight Championship (1 vez)
- East Coast Wrestling Association
  - ECWA Heavyweight Championship (1 vez)[8]
  - ECWA Tag Team Championship (1 vez) – com Low Ki[8]
- Impact Championship Wrestling
  - ICW Heavyweight Championship (3 vezes)[8]
  - ICW Tag Team Championship (1 vez) - with Christopher Daniels[9]
  - Impact Cup (2010) - com Christopher Daniels[10]
- Jersey All Pro Wrestling
  - JAPW Light Heavyweight Championship (1 vez)[8]
- New York Wrestling Connection
  - NYWC Interstate Championship (1 vez)
- Northeast Wrestling
  - NEW Championship (1 vez)[11]
- Ring of Honor
  - ROH Championship (1 vez)[1]
- Ultimate Championship Wrestling
  - UCW North Eastern Championship (1 vez)[12]
- USA Xtreme Wrestling
  - UXW Heavyweight Championship (1 vez)[7]
  - UXW Tag Team Championship (1 vez) – with Low Ki[7]
  - UXW United States Championship (1 vez)[7]
  - UXW X-treme Championship (2 vezes)[7]
- Wrestling Superstars Unleashed
  - WSU Heavyweight Championship (1 vez)[13]